# André Diot
Pour les articles homonymes, voir Diot.
André Diot est un directeur de la photographie et éclairagiste de théâtre français qui a joué un rôle important dans l'émergence de cette profession en France.
Directeur de la photographie à la télévision, il a été présenté par Bernard Sobel à Patrice Chéreau, avec lequel il a longuement travaillé. En 1967, dans Les Soldats de Jakob Lenz, leur première réalisation commune, il introduit au théâtre les projecteurs HMI, habituellement réservés au cinéma ou aux manifestations sportives. Jusqu'au milieu des années 1980, il joue du noir et blanc, du contre-jour et des ombres pour créer sur scène des ambiances de clair-obscur, de crépuscule, une atmosphère poétique qui finissent par devenir la marque du tandem Diot-Chereau.
Dès cette époque, André Diot travaille aussi avec d'autres metteurs en scène, comme Philippe Avron, André Engel, Jean Jourdheuil, Roger Planchon,  Jean-Pierre Vincent, Jacques Weber, Peter Zadek, etc. Il continue à faire de la télévision, et surtout à partir de 1980, du cinéma (Le Paltoquet de Michel Deville, 1986).

## Réalisations

### Comme directeur de la photographie
- 1966 : Les Cinq Dernières Minutes, épisode La Rose de fer de Jean-Pierre Marchand
- 1972 : Meurtre par la bande (téléfilm) épisode de la série télévisée Les Cinq Dernières Minutes de Claude Loursais
- 1972 : Les Enquêtes du commissaire Maigret de Jean-Louis Muller, épisode : Le Port des brumes
- 1972 : Les Enquêtes du commissaire Maigret de Jean-Louis Muller, épisode : Pietr le Letton
- 1973 : L'École des femmes, téléfilm français de Raymond Rouleau
- 1975 : Lily aime-moi de Maurice Dugowson
- 1976 :
  - F... comme Fairbanks de Maurice Dugowson
  - Le Jeu du solitaire de Jean-François Adam (Diot y participe aussi au son)
- 1981 : Du blues dans la tête de Hervé Palud
- 1985 : Bras de fer de Gérard Vergez
- 1986 :
  - Le Paltoquet de Michel Deville
  - Le Passage de René Manzor
- 1987 : Deux minutes de soleil en plus de Gérard Vergez
- 1989 : La Folle Journée ou Le Mariage de Figaro de Roger Coggio
- 1997 : La Divine Poursuite de Michel Deville
- 1999 : La Maladie de Sachs de Michel Deville

### Comme éclairagiste de théâtre
- 1967 : Les Soldats de Jakob Lenz, mise en scène de Patrice Chéreau
- 1973 : La Dispute de Marivaux, mise en scène de Patrice Chéreau
- 1974 : Qu'est-ce qui frappe ici si tôt ? de Philippe Madral, mise en scène de Philippe Madral
- 1979 : No Man's Land d'Harold Pinter, mis en scène par Roger Planchon au Théâtre national populaire à Villeurbanne (création française)
- 1986 : Elvire Jouvet 40 conçu et mis en scène par Brigitte Jaques

- 1998 :
  - Le Mari, la Femme et l'Amant de Sacha Guitry, mis en scène par Bernard Murat au Théâtre des Variétés.
  - Les Poubelles Boys et l'École des Maris, mis en scène par Benno Besson
- 2001 : Le cercle de craie caucasien de Bertolt Brecht, mis en scène par Benno Besson
- 2002 : Jeux de scène de Victor Haïm, mis en scène par Marcel Bluwal au Théâtre de l'Œuvre (création)
- 2004 : L'Hiver sous la table de Roland Topor, mis en scène par Zabou Breitman au Théâtre de l'Atelier
- 2005 : Célébration d'Harold Pinter, mis en scène par Roger Planchon au Théâtre du Rond-Point
- 2006 : Le Roi Lear de Shakespeare, mis en scène par André Engel
- 2009 : Minetti de Thomas Bernhard, mis en scène par André Engel au Théâtre de la Colline
- 2010 : La Tragédie du roi Richard II de Shakespeare, mis en scène par Jean-Baptiste Sastre au Festival d'Avignon (Cours d'honneur du Palais des Papes).

### Divers
En 1992, il a éclairé le spectacle de Philippe Découflé ouvrant les Jeux olympiques d'hiver de 1992 à Albertville.

## Récompenses et distinctions
André Diot est le plus récompensé des éclairagistes français.
Il a reçu quatre fois le Molière du créateur de lumières :
- en 2001 pour Le Cercle de craie caucasien de Bertolt Brecht
- en 2004 pour L'Hiver sous la table de Roland Topor, mis en scène par Zabou Breitman au Théâtre de l'Atelier
- en 2005 pour Le Jugement dernier
- en 2006 pour Le Roi Lear, mis en scène par André Engel

Il a également été nommé en 2007.